# 짧은종아리근
인체 해부학에서 짧은종아리근(fibularis brevis, peroneus brevis) 또는 단비골근(短腓骨筋)은 긴종아리근 아래에 놓여 있는 종아리뒤칸의 근육이다. 발바닥을 몸의 정중면에서 멀어지도록 기울이며(가쪽번짐, eversion) 발을 발바닥 쪽으로 기울이는(발바닥굽힘, plantarflexion) 작용을 한다.

## 구조

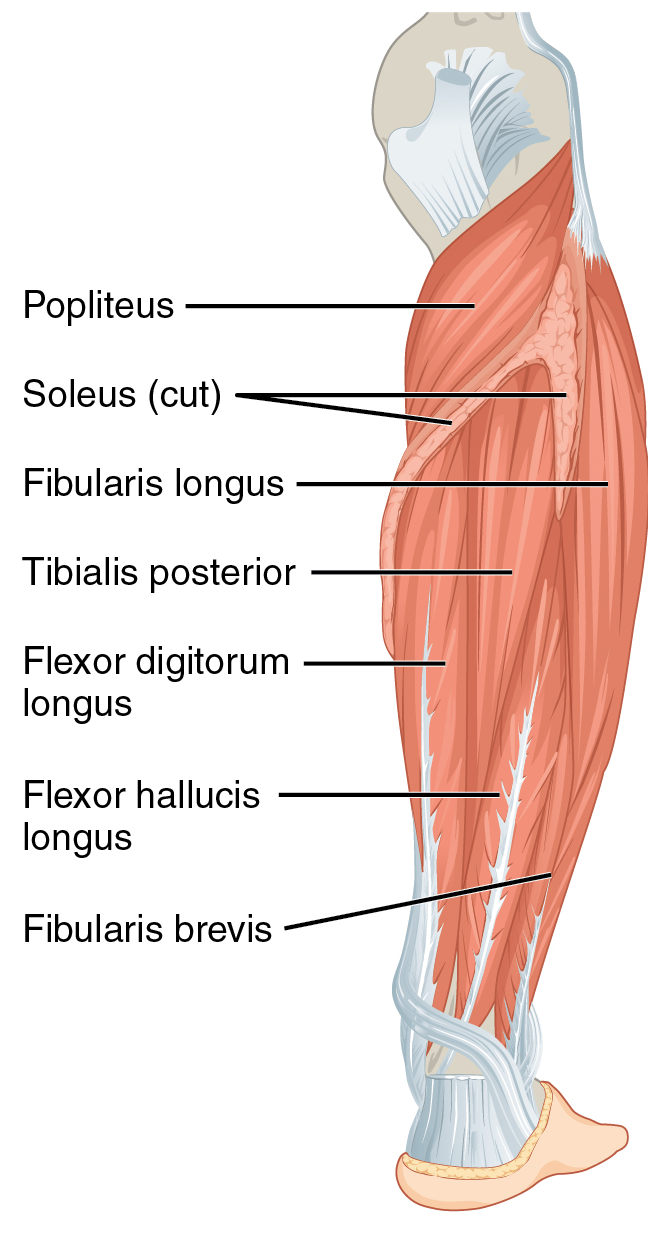
짧은종아리근이 맨 밑에 표시되어 있다.

짧은종아리근은 종아리뼈의 가쪽 면의 아래쪽 2/3(긴종아리근보다는 안쪽), 근육들 사이의 결합조직(사이막)에서 일어난다. 이후 종아리의 아래쪽까지 내려오면 발목의 가쪽복사 뒤쪽에서 고랑을 따라 주행하는 긴 힘줄로 끝난다. 긴종아리근의 힘줄도 이 고랑을 따라 주행하며, 위종아리근지지띠에 의해 고랑은 굴로 바뀐다. 두 힘줄은 같은 윤활집으로 싸여 있다.
힘줄은 이후 발꿈치뼈의 가쪽 측면을 따라, 발꿈치뼈결절과 긴종아리근 힘줄의 위쪽에 위치한 채로 앞쪽으로 주행한다. 마지막에는 다섯째 발허리뼈 바닥의 가쪽 측면에 있는 결절에 닿는다.
얕은종아리신경이 짧은종아리근에 분포한다.

## 기능
가장 강한 발의 모음근으로 작용한다. 긴종아리근, 뒤정강근과 함께 짧은종아리근은 발목의 발바닥굽힘을 일으킨다. 이와 반대되는 작용(발등굽힘)을 하는 근육은 앞정강근과 셋째종아리근이다. 또한 발바닥의 가쪽번짐을 일으킨다.
또한 종아리근은 특히 한쪽 발로만 서 있을 때 다리를 발에 대해 안정하게 만드는 데에 도움을 준다.

## 임상적 중요성
다섯째 발허리뼈 바닥이 골절된 경우 짧은종아리근이 위쪽 조각을 잡아당겨 원래 위치에서 벗어나게 할 수 있다. (존스 골절로 알려짐) 발의 안쪽번짐으로 인한 염좌(내번염좌)는 힘줄을 당겨 다섯째 발허리뼈 바닥의 결절로부터 떨어져 나오게 만들 수 있다.

## 명칭
Terminologia Anatomica에서는 'fibularis'를 'peroneus'보다 더 선호되는 용어로 지정하고 있다.

## 추가 이미지

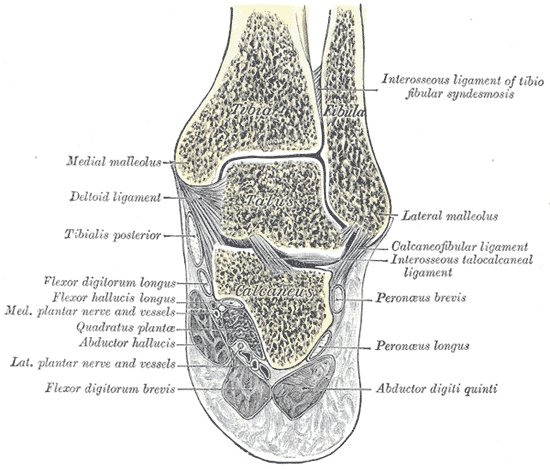
오른쪽 발목과 목말밑관절을 기준으로 한 관상단면. 짧은종아리근은 우측에, 아래에서부터 세 번째에 표시되어 있다.
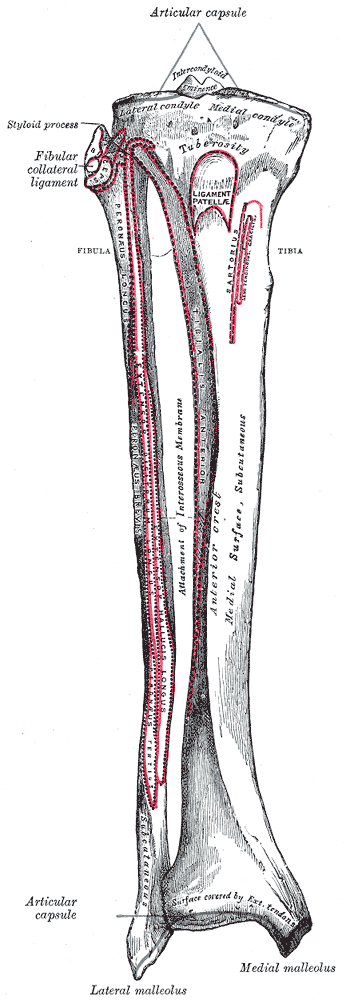
앞에서 본 오른쪽 다리의 뼈
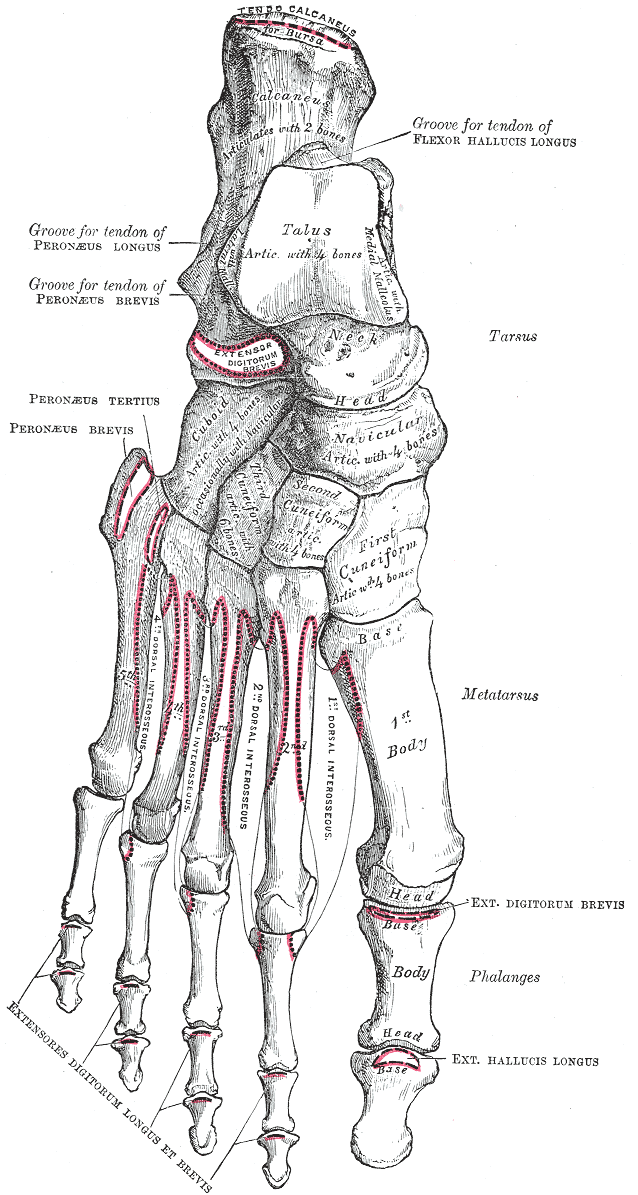
등쪽에서 본 오른쪽 다리의 뼈
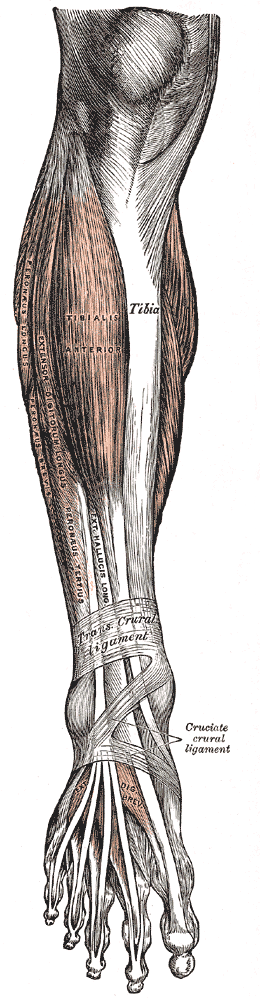
다리 앞쪽의 근육
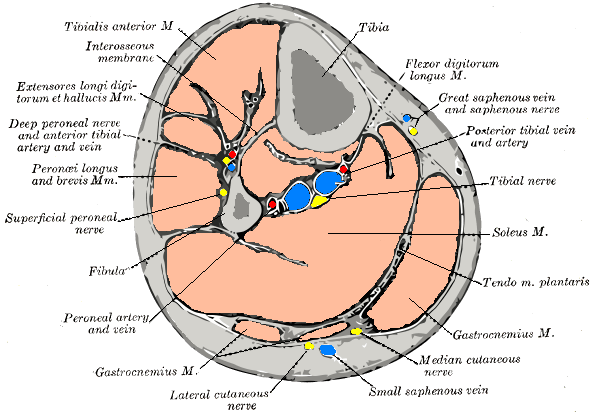
종아리 중간의 단면
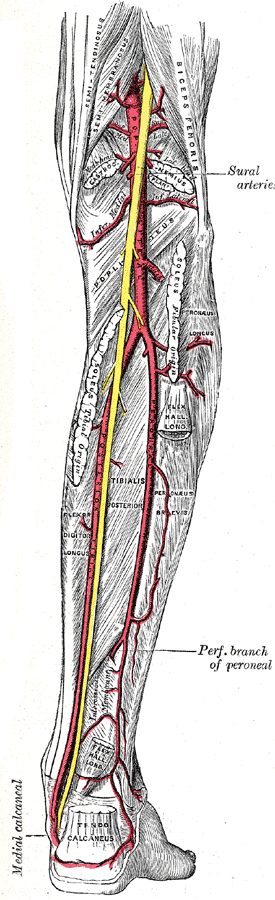
오금동맥, 뒤정강동맥, 종아리동맥
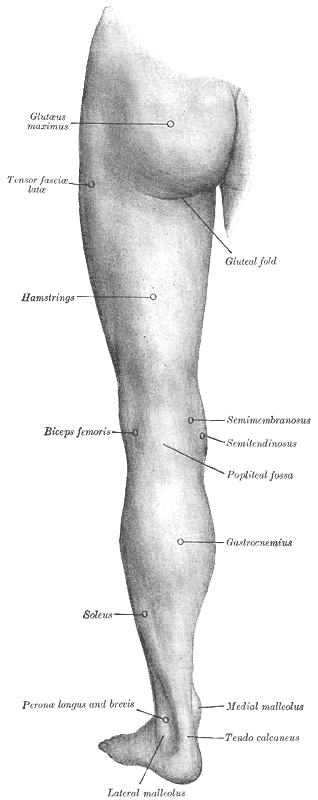
왼쪽 하지를 뒤에서 본 모습
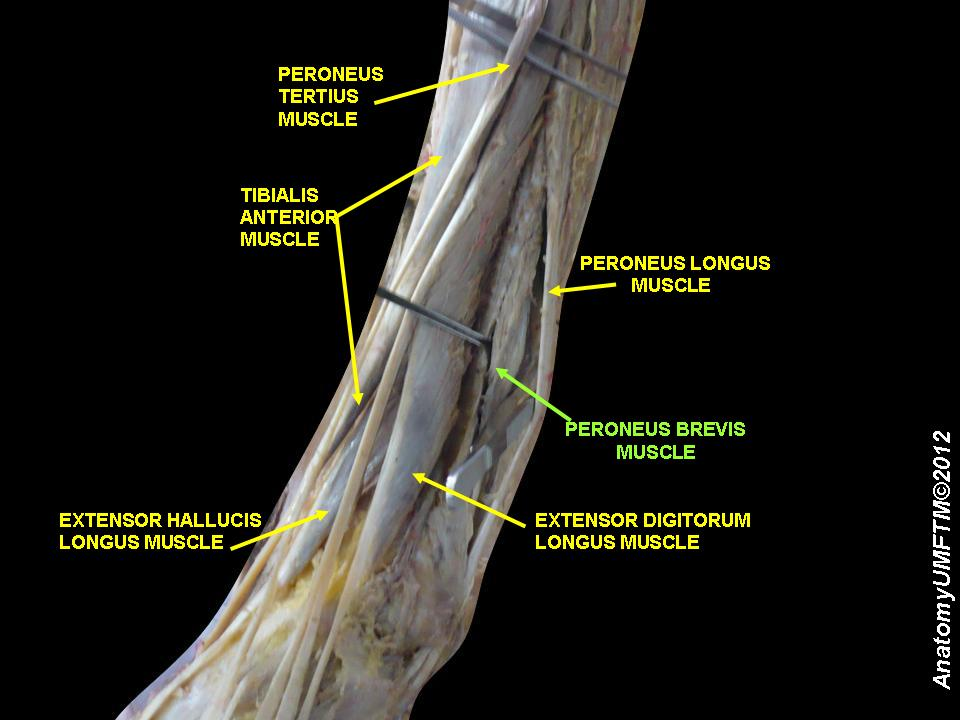
짧은종아리근
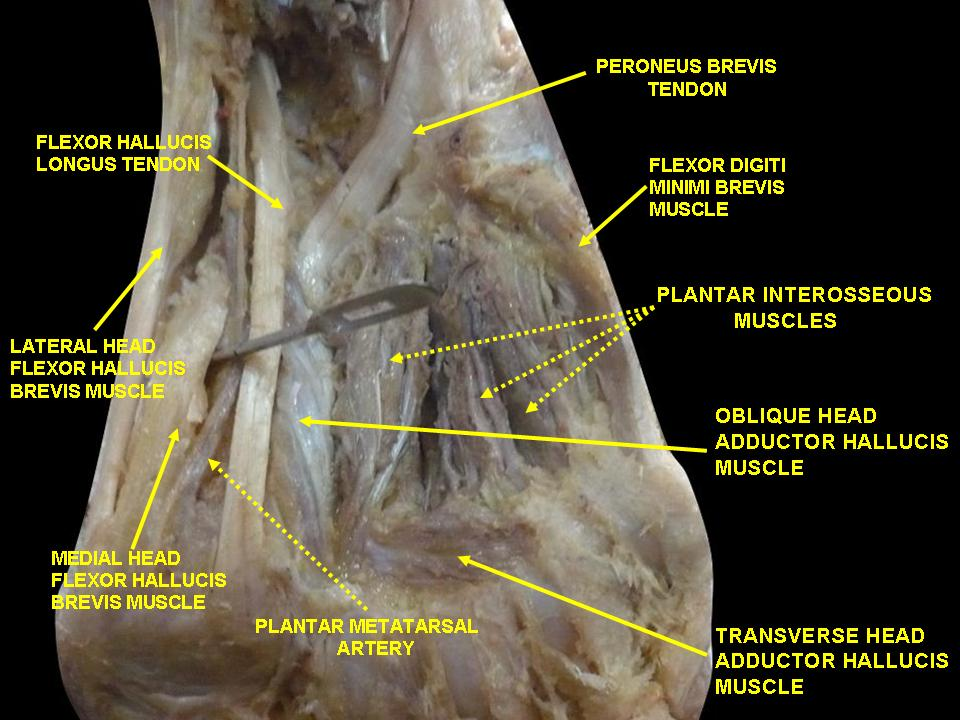
발바닥의 근육들
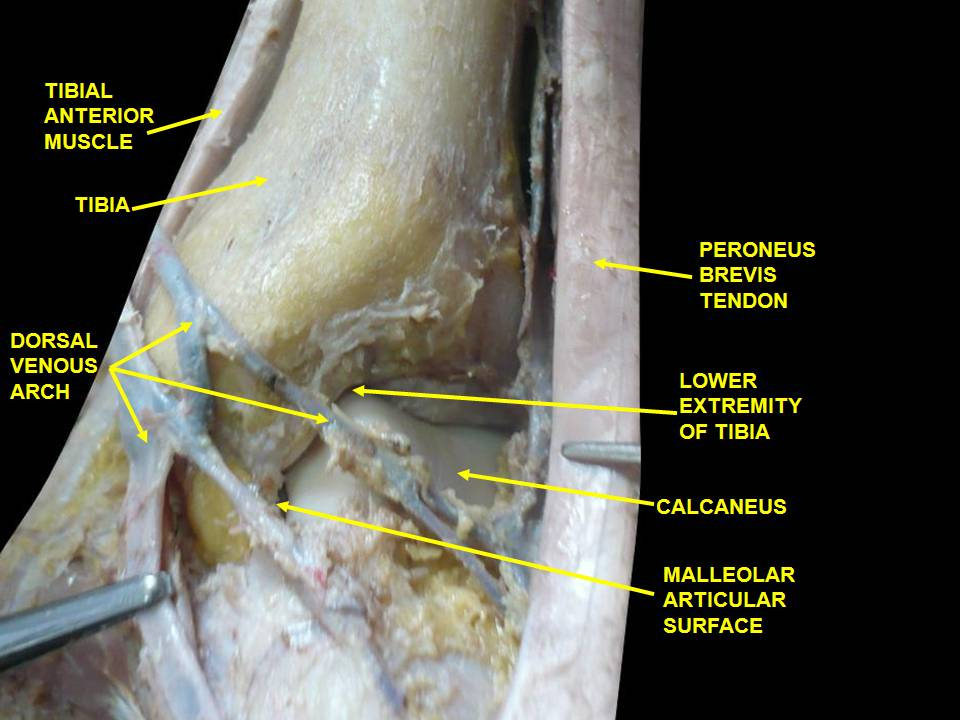
발등의 깊은 해부
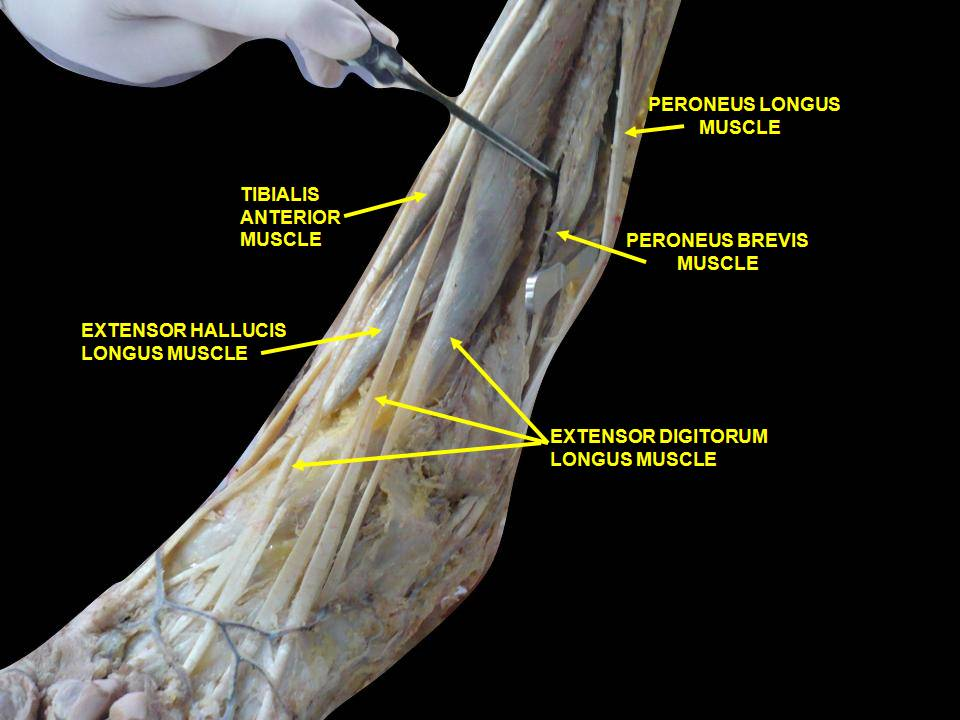
가쪽에서 본 다리의 근육들, 깊은 해부

## 같이 보기
- 종아리근

## 참고 문헌
이 문서는 현재 퍼블릭 도메인에 속하는 그레이 해부학 제20판(1918) page 487의 내용을 기초로 작성된 글이 포함되어 있습니다.
1. ↑  Apaydin, Nihal (2015년 1월 1일),  Tubbs, R. Shane; Rizk, Elias; Shoja, Mohammadali M.; Loukas, Marios, 편집., “Chapter 47 - Variations of the Lumbar and Sacral Plexuses and Their Branches”, 《Nerves and Nerve Injuries》 (영어) (San Diego: Academic Press), 627–645쪽, doi:10.1016/b978-0-12-410390-0.00049-4, ISBN 978-0-12-410390-0, 2021년 2월 20일에 확인함
2. ↑  Sammarco, Vincent James; James Sammarco, G. (2008년 1월 1일),  Porter, David A.; Schon, Lew C., 편집., “Chapter 6 - Injuries to the Tibialis Anterior, Peroneal Tendons, and Long Flexors of the Toes”, 《Baxter's the Foot and Ankle in Sport (Second Edition)》 (영어) (Philadelphia: Mosby), 121–146쪽, doi:10.1016/b978-032302358-0.10006-5, ISBN 978-0-323-02358-0, 2021년 2월 20일에 확인함
3. 1 2 3  Gray's Anatomy (1918). 참고 문헌 문단의 틀 참고.
4. ↑  FIPAT (2019). 《Terminologia Anatomica》. Federative International Programme for Anatomical Terminology.